# Świstak czarnogłowy
Świstak czarnogłowy, świstak czarnogłowy kamczacki (Marmota camtschatica) – gryzoń z rodziny wiewiórkowatych, jeden z przedstawicieli rodzaju Marmota.
Występowanie: Na północ od jeziora Bajkał po północnowschodnie kraniec Syberii i półwysep Kamczatka; wybrzeże Oceanu Arktycznego na północy.
Opis: Wyraźnie czarna sierść na potylicy.
Liczebność: Nieznana.  